# Hayden (Indiana)
Pour les articles homonymes, voir Hayden.
Hayden est une census-designated place située dans le comté de Jennings, dans l’État de l'Indiana, aux États-Unis. Lors du recensement de 2020, elle compte 501 habitants.